# Draßburg
Draßburg (Kroatisch: Rasporak)  is een gemeente in de Oostenrijkse deelstaat Burgenland, gelegen in het district Mattersburg (MA). De gemeente heeft ongeveer 1100 inwoners.

## Geografie
Draßburg heeft een oppervlakte van 9,7 km². Het ligt in het uiterste oosten van het land.
Antau · Bad Sauerbrunn · Baumgarten · Draßburg · Forchtenstein · Hirm · Krensdorf · Loipersbach · Marz · Mattersburg · Neudörfl · Pöttelsdorf · Pöttsching · Rohrbach bei Mattersburg · Schattendorf · Sieggraben · Sigleß · Wiesen · Zemendorf-Stöttera
- Gemeinsame Normdatei: 4511164-9
- Virtual International Authority File: 248718499
- WorldCat: E39PBJr3tpbxG8vwYjhkwWPbBP